# Phidolopora avicularis
Phidolopora avicularis is een mosdiertjessoort uit de familie van de Phidoloporidae. De wetenschappelijke naam van de soort is, als Retepora avicularis, voor het eerst geldig gepubliceerd in 1883 door MacGillivray.